# Armée de Sekban-i Djédid
L'Armée de Sekban-i Djédid fut une tentative brève et infructueuse (29 août - 18 octobre 1808) d'Alemdar Mustafa Pacha de réforme de l'armée ottomane. Le projet était de faire revivre l'armée de Nizam-i Djédid, sur la base de modèles européens. La tentative a échoué car les janissaires se sont révoltés et ont tué Alemdar Mustafa Pacha. Le projet a été aboli et tous les privilèges du corps traditionnel de Kapıkulu, auquel appartenaient les janissaires, ont été renouvelés.

## Voir Aussi
- Réformes ottomanes
- Armée de Nizam-i Djédid